# Эрнст, Фёдор Людвигович
Федор Людвигович Эрнст (28 октября [9 ноября] 1891, Киев — 28 октября 1942, Уфа) — советский украинский учёный, глава Киевской краевой инспектуры охраны достопримечательностей материальной культуры (1926—1930), профессор Киевского художественного института. Репрессирован и расстрелян. Посмертно реабилитирован.

## Биография
28 октября (9 ноября) 1891 года в Киеве в немецкой семье родился Федор (Теодор-Рихард) Людвигович Эрнст. В 1909 году Федор Эрнст окончил гимназию в Глухове.
В 1922—1933 годы работал во Всеукраинском историческом музее имени Т. Шевченко, где с 1923 года заведовал художественным отделом. С 1929 года был членом комиссии по обмену культурными ценностями между РСФСР и УССР.
В 1933—1937 годы был в заключении в исправительных лагерях на Беломоро-Балтийском канале, где создал музей его истории, а также музей строительства канала Москва-Волга.
16 июля 1941 года арестован по приговору ст. 58-1 а, 58-10, 58-11. 28 октября 1942 года расстрелян, а 22 августа 1958 реабилитирован.

## Публикации
- «Київська архітектура ХVІІ-ХVІІІ ст.» (1913);
- «Художественные сокровища Киева, пострадавшие в 1918 г.» (1918);
- «Українське мистецтво ХVІІ-ХVІІІ віків» (1919);
- «Український портрет ХVІІ-ХХ ст.» (1925);
- «Георгій Нарбут. Посмертна виставка творів» (1926);
- «Українське малярство ХVІІ-ХХ ст.» (1929);
- Київ : Провідник :  [укр.] / за ред. Федора Ернста. — Киев, 1930.